# Nia Vardalos
Antonia Eugenia Vardalos (en griego Αντωνία Ευγενία Βαρδάλου, Winnipeg; 24 de septiembre de 1962), más conocida como Nia Vardalos (en griego Νία Βαρντάλος), es una actriz y guionista canadiense de origen griego. Fue nominada a un Globo de Oro en 2002 como mejor actriz de comedia por My Big Fat Greek Wedding y a un Óscar al mejor guion original por la misma película.

## Biografía
Hija de padres de origen griego, Doreen, una ama de casa y contable, y Constantine "Gus" Vardalos, un desarrollador de la tierra. Asistió a Shaftesbury High School y a la Universidad Ryerson. Vardalos se casó con el también actor Ian Gómez (27 de diciembre de 1964), quien se convirtió a la religión ortodoxa griega antes de casarse con ella, de igual forma que ocurre en su película más conocida, My Big Fat Greek Wedding. En 2008 la pareja adoptó una hija, llamada Ilaria. Obtuvo la doble ciudadanía de los EE. UU. en 1999. Sufre de estrabismo.

## Carrera
Vardalos ha hecho muchas obras, pero casi de la noche a la mañana obtuvo éxito con su película My Big Fat Greek Wedding. Al éxito de dicha película le siguió el fracaso de su spin-off, la serie de televisión de la CBS, llamada Mi gran vida griega. Salvo a John Corbett, esta serie presentó el elenco original de la película. En 2004, ella protagonizó Connie y Carla, que coprotagonizó Toni Collette. Vardalos y su esposo han aparecido juntos en dos películas. Vardalos también fue invitada estrella en el Show de Drew Carey en 1997, cuando Gómez era un frecuente invitado estrella. 
Nia esta lista para protagonizar próximamente Talk of the Town y  A Wilderness of Monkeys.
Vardalos es una de muchas celebridades que ayudan a producir el proyecto artístico The 1 Second Film.
Vardalos fue protagonista en la serie de entrevistas "El Diálogo". En esta entrevista de 90 minutos, con el productor Mike DeLuca, Vardalos conversó acerca de cómo sus experiencias en la trupe de comediantes "Segunda Ciudad" la había ayudado como actriz y guionista y la forma en que la que el programa no oficial de boca a boca "Cuenta el griego" había catapultado su película a gran altura. En 2009 protagonizó la película de origen español y estadounidense "Mi vida en ruinas".

### Filmografía
- Men Seeking Women (1997) como Iris
- Curb your enthusiasm (2000) como abogada, episodio "Interior decorator"
- My Big Fat Greek Wedding (2002) como Toula Portokalos
- Connie & Carla (2004) como Connie
- I Hate Valentine's Day (2009) como Genevieve Gernier
- Mi vida en ruinas (2009) como Georgia Ianakopolis
- Larry Crowne, nunca es tarde (2011) como Map Genie
- Mckenna, directa a las estrellas (2012) como Mrs. Brooks
- Para pasar un buen rato, llama... (2012) como Rachel Rodman
- Helicopter Mom (2014) como Maggie
- Mi gran boda griega 2 (2016) como Toula Portokalos-Miller
- Poisoned Love: The Stacey Castor Story (2020) como Stacey Castor
- The Curse of Bridge Hollow (2022) como Señora Hawthorne
- Mi gran boda griega 3 (2023) como Toula Portokalos-Miller[8]

## Premios y nominaciones
Premios Óscar
| Año  | Categoría            | Trabajo nominado    | Resultado |
| ---- | -------------------- | ------------------- | --------- |
| 2003 | Mejor guion original | Mi gran boda griega | Nominada  |